# فرانش كونتيه
فرانش كونتيه (بالفرنسية: Franche-Comté ‎[fʁɑ̃ʃ kɔ̃te]‏ والاسم يعني الكونتيّة الحُرّة) هي منطقة في وسط شرق فرنسا، وعاصمتها مدينة بيزنسون.

## معرض صور

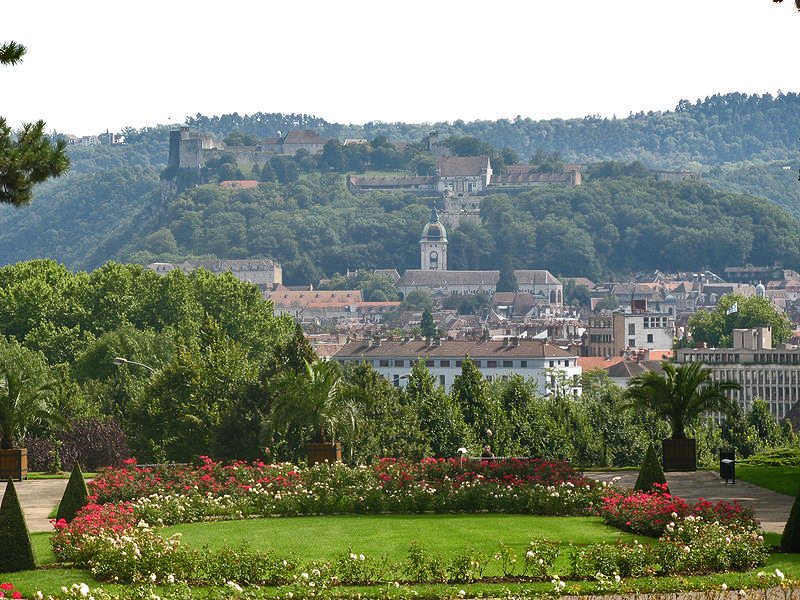
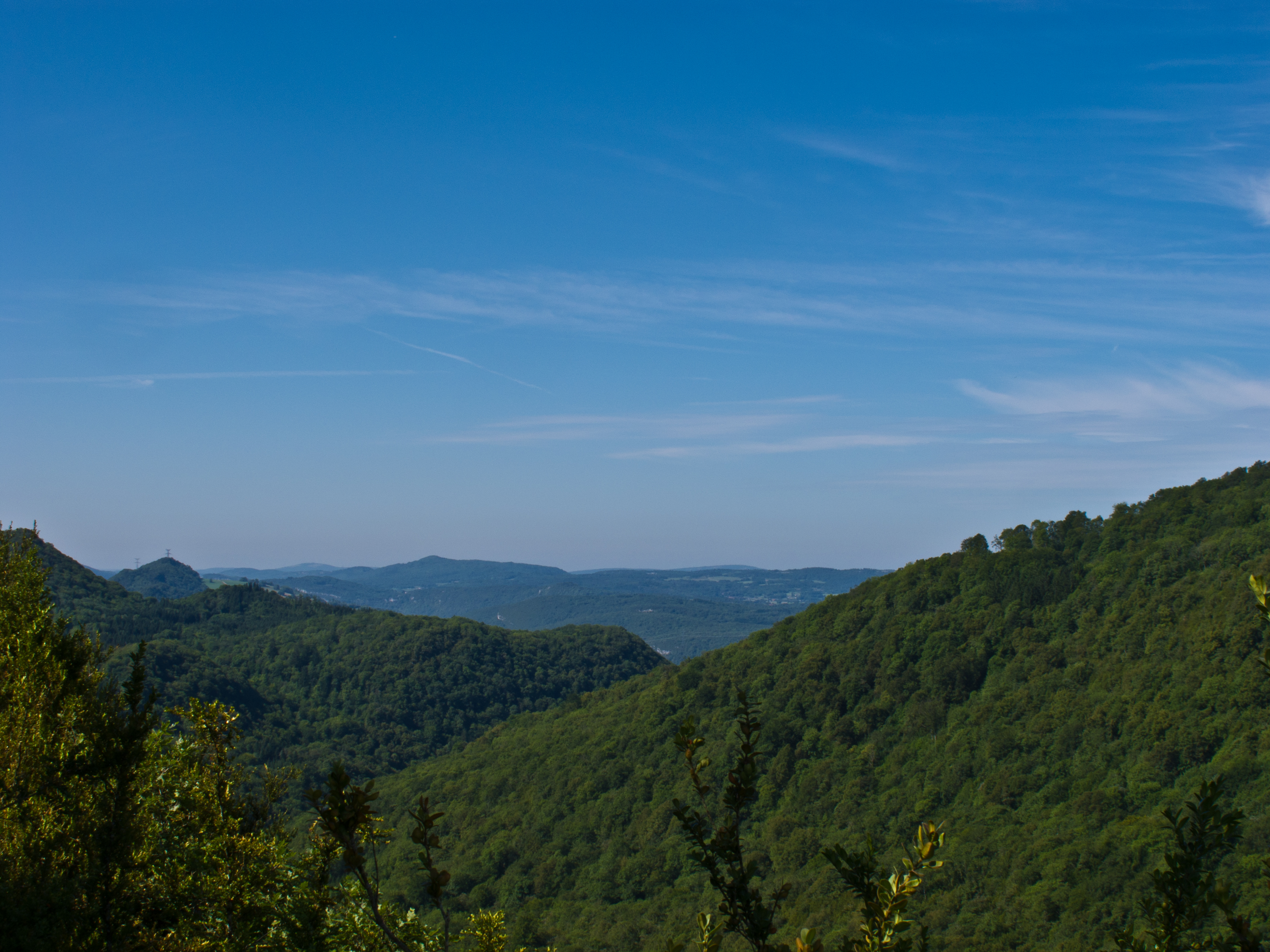
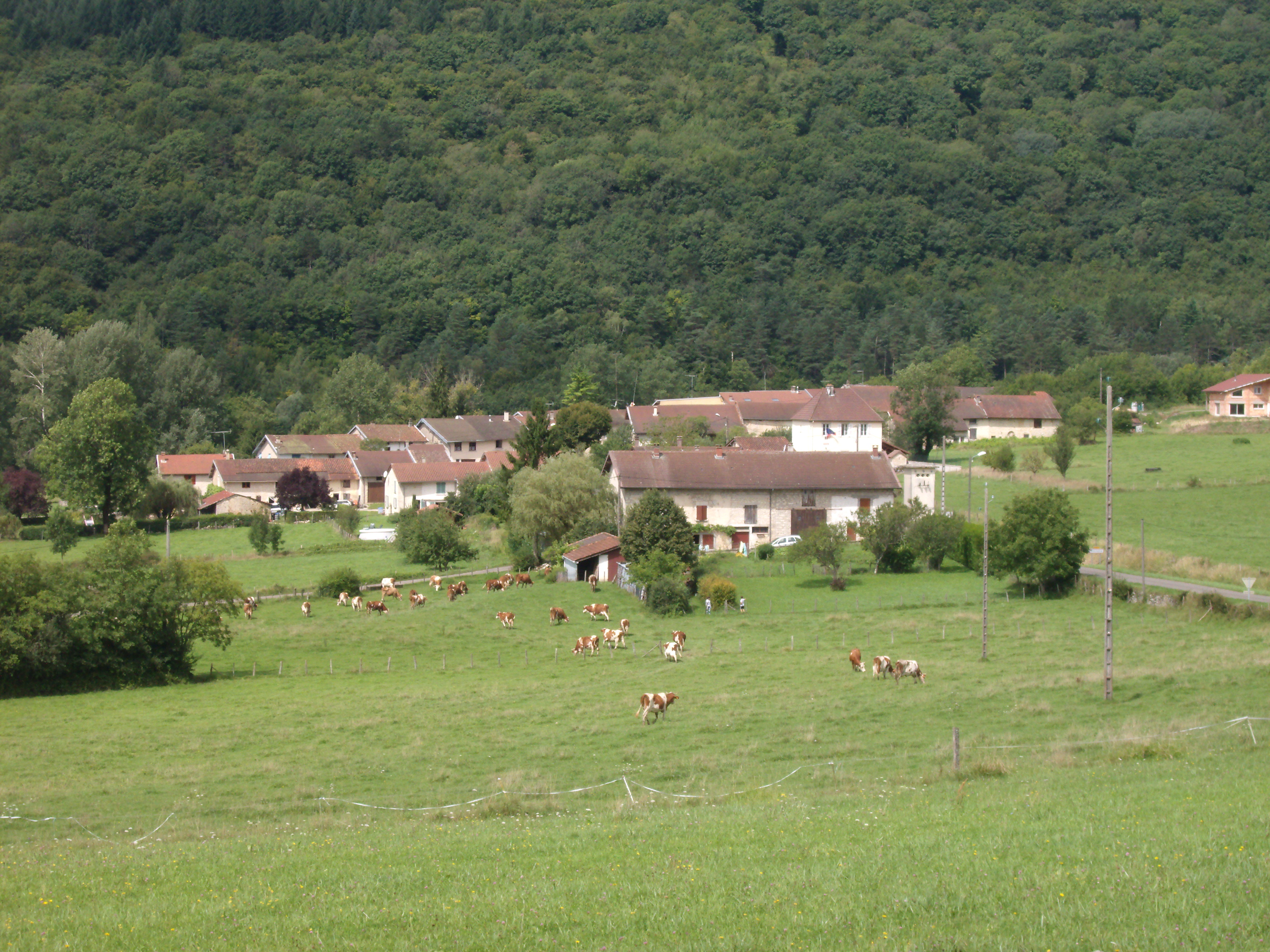
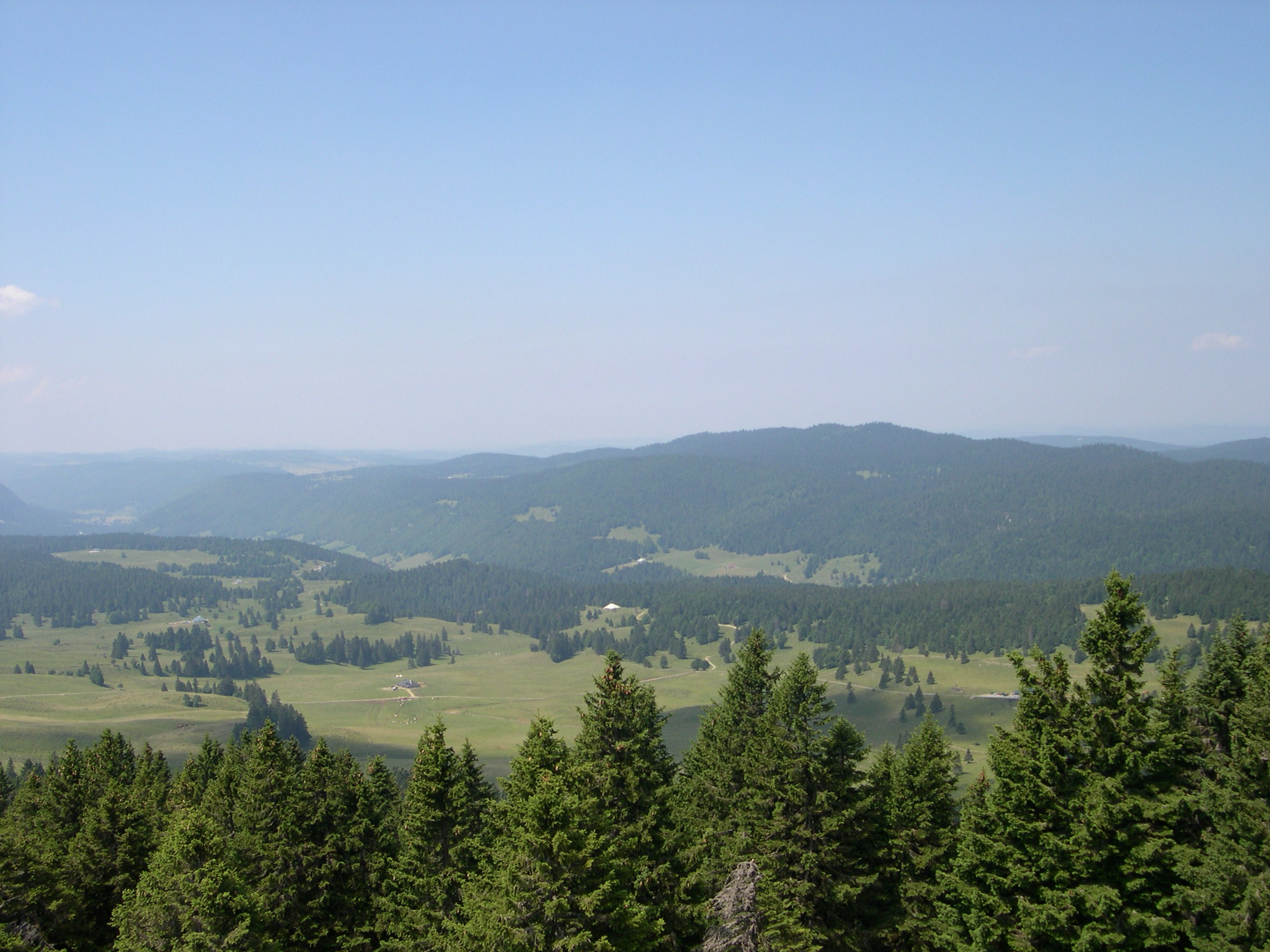

## أعلام
- غيوم كورتوا